# Jessica Houara-d'Hommeaux
Jessica Lucetta Léone Houara-d'Hommeaux (Angers, Francia; 29 de septiembre de 1987) es una futbolista francesa. Juega como defensa y actualmente se encuentra sin equipo, su último equipo fue el Olympique de Lyon de la Division 1 de Francia, donde jugó hasta 2018

## Clubes
| Club                  | País    | Año         |
| --------------------- | ------- | ----------- |
| CNFE Clairefontaine   | Francia | 2003 - 2006 |
| Olympique de Marsella | Francia | 2006 - 2007 |
| AS Saint-Étienne      | Francia | 2007 - 2009 |
| París Saint-Germain   | Francia | 2009 - 2016 |
| Olympique de Lyon     | Francia | 2016 - 2018 |

## Palmarés

### Campeonatos nacionales
| Título          | Club                | País    | Año     |
| --------------- | ------------------- | ------- | ------- |
| Copa de Francia | París Saint-Germain | Francia | 2009-10 |
| Division 1      | Olympique de Lyon   | Francia | 2016-17 |
| Copa de Francia | Olympique de Lyon   | Francia | 2016-17 |

### Campeonatos internacionales
| Título            | Equipo            | Sede    | Año     |
| ----------------- | ----------------- | ------- | ------- |
| Liga de Campeones | Olympique de Lyon | Ucrania | 2017-18 |